# 詹姆斯·馬斯特斯
詹姆斯·馬斯特斯（英語：James Wesley Marsters，1962年8月20日—）是美國的一位演員和音樂人。他出演過的主要電視劇有吸血鬼獵人巴菲，自此之後他還出演了多部科幻電視劇。他也出演過檀島騎警。